# Iskmo

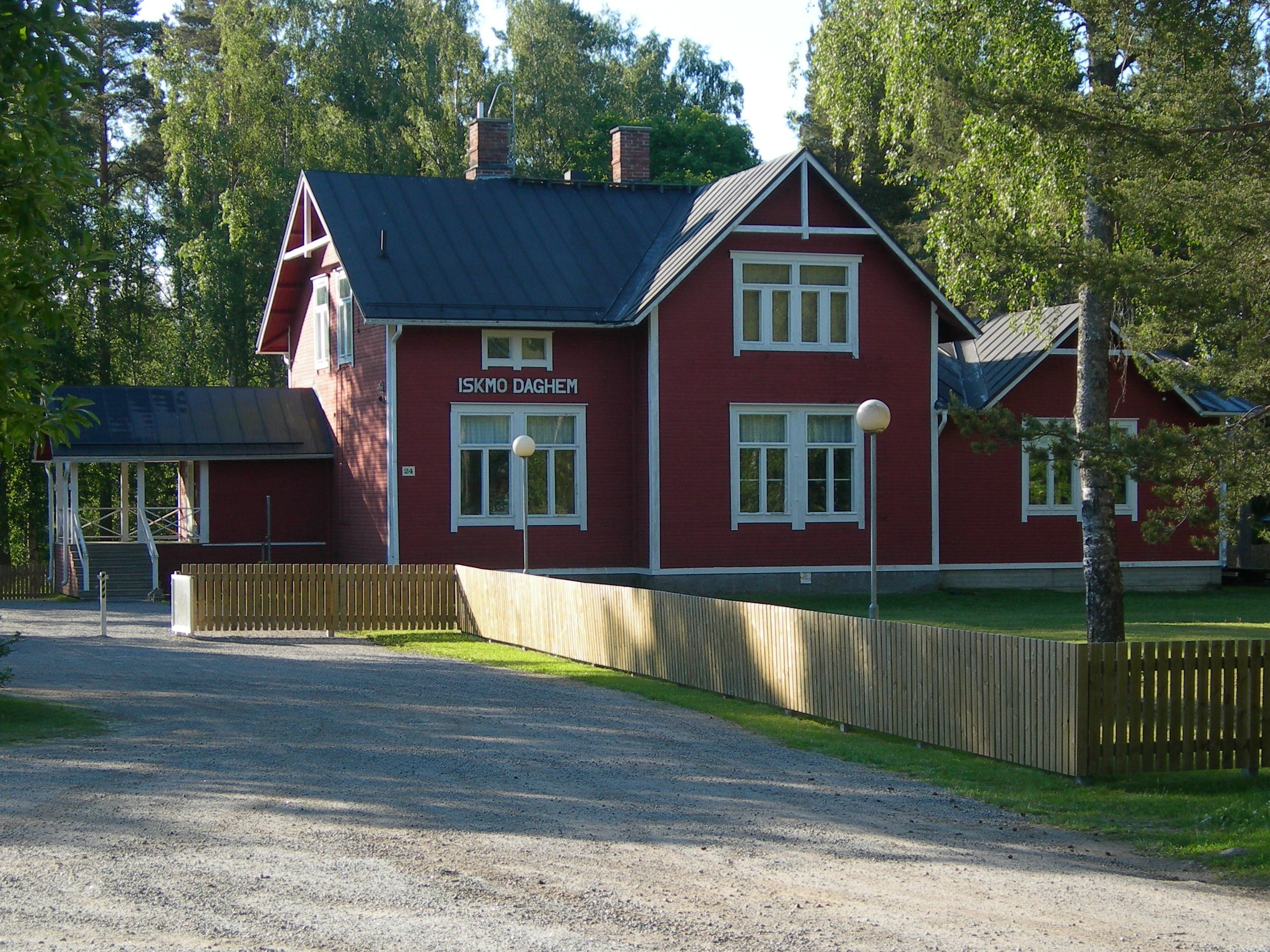
Iskmo daghem

Iskmo är en by i Korsholms kommun, belägen cirka sju kilometer från Vasa. I byn finns ett daghem som tidigare fungerade som skola. Iskmos huvudväg är Iskmovägen, vilken är 2130 meter från början till slut. I Iskmo finns även en frivillig brandstation. Iskmo-Jungsund BK är en aktiv fotbollsförening på orten med över 240 spelare i 14 olika lag. Föreningen Iskmosunden upprätthåller en vandringsled och ansvarar för skidspåret och är aktiv för restaurering av de fyra sjöarna Iskmo sund, Vekasund, Strömssund och Skatasund. Sunden utgjorde tidigare en farled för båttrafik.
En avskild del av byn är Grönvik, känt för sitt glasbruk.